# Calamagrostis zenkeri
Calamagrostis zenkeri là một loài thực vật có hoa trong họ Hòa thảo. Loài này được (Trin.) Davidse mô tả khoa học đầu tiên năm 1994.